# Allow Us to Be Frank
Allow Us to Be Frank är ett studioalbum av den irländska musikgruppen Westlife. Det gavs ut den 8 november 2004 och innehåller 13 låtar.

## Låtlista
| Nr  | Titel                            | Längd |
| --- | -------------------------------- | ----- |
| 1.  | Ain't That a Kick In the Head    | 2:25  |
| 2.  | Fly Me to the Moon               | 2:30  |
| 3.  | Smile                            | 2:49  |
| 4.  | Let There Be Love                | 2:43  |
| 5.  | The Way You Look Tonight         | 4:05  |
| 6.  | Come Fly With Me                 | 3:13  |
| 7.  | Mack the Knife                   | 3:08  |
| 8.  | I Left My Heart In San Francisco | 2:56  |
| 9.  | Summer Wind                      | 2:57  |
| 10. | Clementine                       | 3:17  |
| 11. | When I Fall In Love              | 3:08  |
| 12. | Moon River                       | 2:40  |
| 13. | That's Life                      | 3:10  |

## Listplaceringar
| Lista              | Topplacering |
| ------------------ | ------------ |
| Belgien (Flandern) | 25           |
| Danmark            | 15           |
| Nederländerna      | 32           |
| Schweiz            | 75           |
| Sverige            | 5            |